# Ngombe-Dolch
Der Ngombe-Dolch, auch M' bamba genannt, ist ein afrikanisches Messer. Afrikanische Messer wurden in verschiedenen Ländern und von verschiedenen Ethnien Afrikas als Kriegs-, Jagd-, Kultur- und Standeswaffe entwickelt und genutzt. Die jeweilige Bezeichnung der Waffe bezieht sich auf eine Ausprägung dieses Waffentyps, die einer bestimmten Ethnie zugeordnet wird.

## Beschreibung
Der Ngombe-Dolch hat eine gerade, blattförmige, zweischneidige Klinge. Die Klinge ist am Heft zuerst oval, wird danach breiter und verjüngt sich zum Ort wieder. Die Klinge hat am ovalen Teil einen tiefen Hohlschliff und auf der übrigen Klinge einen geraden, eckigen Mittelgrat. Der Ort ist abgerundet. Auf der Klingenfläche sind auf jeder Seite helle, schlangenförmige Muster sowie rote, punktförmige Muster aufgemalt. Das Heft besteht aus Holz und ist mit Metalldraht umwickelt. Der Ngombe-Dolch wird von der Ethnie der Ngombe benutzt.